# 未来とは?
「未来とは?」（みらいとは）は、日本の女性アイドルグループ・SKE48の楽曲。作詞は秋元康、作曲は山田巧が担当した。2014年3月19日に、SKE48の14作目のシングルとしてavex traxから発売された。楽曲のセンターポジションは松井珠理奈が務めた。

## 背景とリリース
前作「賛成カワイイ!」から約4か月ぶりで、2014年初のシングル。CDは初回盤TYPE-A、通常盤TYPE-A、初回盤TYPE-B、通常盤TYPE-B、初回盤TYPE-C、通常盤TYPE-C、初回盤TYPE-D、通常盤TYPE-D、劇場盤の9形態でのリリース。また握手会・ミュゥモ限定で、絵柄全64種のミュージック・カードが販売されている。
2014年1月11日、名古屋市のポートメッセなごやで行われた「賛成カワイイ!」全国握手会で、シングルのリリースが発表された。その後、1月24日に行われたPRユニット「GALAXY of DREAMS」の結成記者会見では、このユニットの楽曲がシングルのカップリングとなることが発表されている。
2014年2月1日、ナゴヤドームで開催されたSKE48のコンサート「SKE党決起集会。『箱で推せ!』」において、タイトルの発表と初披露が行われたが、披露内容はミュージック・ビデオの撮影を兼ねたもので、"逆回転"のパフォーマンスかつ一部のみの披露だった。そのため、通常の（正回転での）初披露は2014年2月24日の東海ラジオ「SKE48♥1+1は2じゃないよ!」放送内である。また、テレビでの初披露は2014年3月1日にNHK総合（中部7県のみ）で生放送された『カンシャ カンレキ ナゴヤ☆スペシャルライブ』だった。
前作の選抜メンバーとは3人入れ替わった。東李苑・梅本まどか・山田みずほが初選抜。前作の選抜メンバーのうち、中西優香、向田茉夏、同年2月23日に卒業した菅なな子が選抜から外れている。なお、北川綾巴はSKE48史上初となる2作連続での研究生からの選抜となっている。
カップリングは6曲。新たなユニットとして九龍嬢（ドラゴンガールズ）が「Mayflower」を、GALAXYとのタイアップにより結成されたユニットGALAXY of DREAMSが「GALAXY of DREAMS」をそれぞれ歌っている。また、TYPE-BにはチームSの「猫の尻尾がピンと立ってるように…feat. Bose（スチャダラパー）」、TYPE-CにはチームKIIの「S子と嘘発見器」、TYPE-DにはチームEの「待ち合わせたい」、劇場盤には2期生14人による「僕らの絆」を収録している。「僕らの絆」はメンバーの佐藤実絵子が作詞・作曲を担当した楽曲で、元々は佐藤自身のGoogle+にアップされていたものを新録したものである。秋元康以外の人物が作詞を担当したのは、SKE48の楽曲としては今回が初めてであり、AKB48グループのシングル（派生ユニットは除く）でメンバーが作詞・作曲した楽曲が収録されることも初めてである。
今作は北川を除く研究生がどの楽曲にも参加していない。
キャッチコピーは「僕たちは、毎日、何かから卒業している」。
CDの封入特典として、初回生産分には全国握手会参加引換券、「Special Zepp Event 応募券」各1枚と全16種類あるオリジナルトレーディングカードのうち1枚が付いた。

## 音楽性と批評
爽やかで疾走感のあるポップソングで、曲調は明るく力強いものとなっている。
リリース時期と重なり、キャッチコピーにも「卒業」の言葉が用いられているように、卒業シーズンの悲しみや不安を前向きな気持ちに切り替える意味が込められている春の歌。「可能性を信じて一歩を踏み出すことの大切さ」を1つのテーマとしていて、「CDジャーナル」は、非常に前向きな歌詞が「ストイックなSKE48によく似合う」と評している。
制作過程で当初の歌詞に少しずつ変更が加えられており、メンバーの高柳明音が語るところによると、完成した楽曲は初めより「力強い」歌詞に変わっているという。ただ歌詞の捉え方はメンバーによって違い、特に加入期によって違うという。松井珠理奈は撮影時のインタビューで、「ナゴヤドームコンサートを終えたことがゴールではなく、そこからまた新たな始まりなんだ」という意味を込めて歌っていると答えている。
一方、ライターのさやわかはこの曲を前向きな歌だと評価する一方、リリース前の2014年2月に行われたAKB48グループ大組閣を挙げて、ファンとメンバー双方が変化に戸惑うタイミングにこのような歌詞は「もやもやする部分」があったのではないかとも評している。さらに、「時の流れ」を意識させるような逆再生の手法が用いられているMVは、このようなタイミングで「より胸に迫る」と評されている。

## アートワーク
| TYPE-A 表 | 大矢真那・北川綾巴・古畑奈和・松井珠理奈   |
| TYPE-A 裏 | GALAXY of DREAMSメンバー10名               |
| TYPE-B 表 | 東李苑・石田安奈・高柳明音・松井玲奈       |
| TYPE-B 裏 | チームSメンバー14人                        |
| TYPE-C 表 | 木﨑ゆりあ・木本花音・柴田阿弥・山田みずほ |
| TYPE-C 裏 | チームKIIメンバー16人                      |
| TYPE-D 表 | 大場美奈・梅本まどか・須田亜香里・古川愛李 |
| TYPE-D 裏 | チームEメンバー15人                        |
| 劇場盤 表 | 「未来とは?」選抜メンバー16名              |

ジャケットに描かれているタイトルロゴは、チームSの木﨑ゆりあによるもの。

## チャート成績
「未来とは?」のシングルCDは、2014年3月31日付オリコン週間シングルチャートにおいて初登場で1位にランクインした。同チャートにおけるSKE48のシングルの1位獲得は10作連続・通算10作目となり、グループはデビューから約4年8か月で通算10作目の1位獲得を達成した。女性グループによる通算10作1位獲得の達成はモーニング娘。、AKB48に次ぐ史上3組目であり、デビューから達成までの期間は女性グループ史上最短となった（それまでの記録はAKB48の約5年9か月）。また、連続1位獲得数記録においてピンク・レディーが記録していた9作連続を抜き、AKB48（2014年3月31日付チャートまでで22作連続）に次ぐ単独2位となった。ただ初動売上は約39万8000枚と前作より数字を落とし、7thシングル｢オキドキ」以来5作ぶりに40万を割った。
2014年3月月間では約46万1000枚を売り上げ、約41万5000枚で3位のNMB48「高嶺の林檎」を、また約45万8000枚で2位の乃木坂46「気づいたら片想い」を約3千枚の差で、それぞれ上回って同月間チャート1位にランクインした。2014年上半期では約50万3000枚となり、53万8000枚の乃木坂46「気づいたら片想い」に次ぐ7位にランクインした。
Billboard JAPANのチャートにおいては、2014年3月31日付のHot Singles SalesとHot 100の双方で1位にランクインした。HOT 100を構成するセールス、ルックアップ、ツイートの3つで共に1位となっている。また、同ダウンロードでは25位、エアプレイ(Hot Top Airplay)では3月31日付と4月7日付の双方で35位にランクインした。
サウンドスキャンジャパンのチャートにおいては、2014年3月17日 - 23日調査分の週間CDソフト シングルランキング TOP20でTYPE-A初回盤が推定売上34,529枚で1位、TYPE-B初回盤が同30,631枚で2位、TYPE-C初回盤が同26,888枚で3位、TYPE-D初回盤が同26,336で4位を記録し、1 - 4位を占めた。

## ミュージック・ビデオ

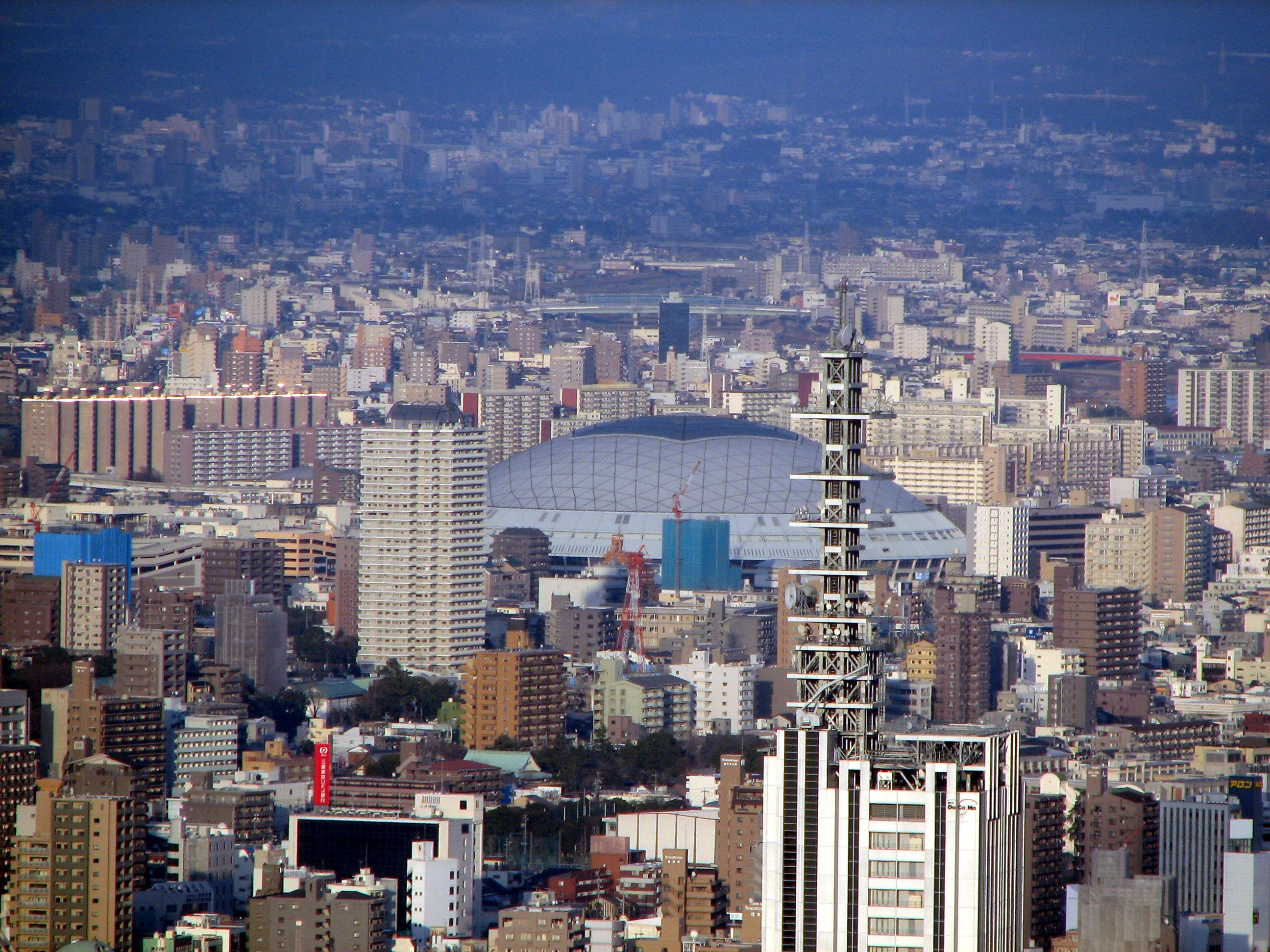
MV撮影が行われたナゴヤドーム

ショートヴァージョンのMVが2014年3月7日にYouTubeのSKE48公式チャンネルで公開された。監督は前シングルに引き続いて丸山健志が務めている。構成は、SKE48にとっての「目標」であったナゴヤドームに到達するまでのストーリーを軸にしたものとなっている。
逆回転での再生となっているが、ライブシーンやストーリーシーンでのメンバーの動きは通常の動き（正回転）に見えるように撮影された。つまり、メンバーは逆回転の動きをして撮影を行っている。そのため、砂時計のシーンでは砂が上に吸い込まれ、ストーリーシーンでは通常の動きをするメンバーの横をエキストラが後ろ向きに通り過ぎていくなど、違和感を覚えるような不思議な映像となっている。この演出は「時の流れ」を意識させるものだとも報じられている。
前述の通り、ライブシーンは2014年2月1日と2月2日に行われたナゴヤドームコンサートの最中に逆回転で撮影されているが、ライブ中に逆回転のパフォーマンスでMVの収録を行うのは「全てのアーティストを通して初めて」と報じられている。この時ダンスの振りだけではなく歌（口の動き）も逆回転で収録している。つまり、逆回転映像に正回転音声（歌）を重ねた完成MVで歌と口の動きが一致するようになっている。
MV公開にあたってのコメントで松井珠理奈は、「特に後ろ向きに走るのが大変だった」と、（ナゴヤドームでの）逆回転のダンスの練習に苦労したことを語っている。松井玲奈も、撮影に際して完成映像がどんな形になるのか分からず苦労したことを語り、完成映像は「不思議な映像」「面白いミュージックビデオになった」という。MV公開を報じたBillboard JAPANの記事も、「錯覚を起こすようなユニークな仕上がり」と評している。

## ライブ・パフォーマンス
「未来とは?」の振付師は牧野アンナが務めている。
2014年3月1日にNHK総合（中部7県のみ）で生放送されたNHK名古屋放送局開局60周年記念番組『カンシャ カンレキ ナゴヤ☆スペシャルライブ』で初披露された。
また、2014年3月14日の『ミュージックステーション』でも披露されている。

## メディアでの使用
「未来とは?」は、ジーフットとSKE48のコラボレーションキャンペーン「SKE48×ASBee」のCM曲に使用されている。また、GMOインターネットのドメイン名登録サービス「お名前.com」のCM「SKE48 .nagoya篇」のCM曲にも使用されている。

## シングル収録トラック

### TYPE-A
| #         | タイトル                               | 作詞      | 作曲           | 編曲       | 時間  |
| --------- | -------------------------------------- | --------- | -------------- | ---------- | ----- |
| 1.        | 「未来とは?」                          | 秋元康    | 山田巧         | 板垣祐介   | 5:00  |
| 2.        | 「GALAXY of DREAMS」(GALAXY of DREAMS) | 秋元康    | Ryu            | Han Jaewon | 3:27  |
| 3.        | 「Mayflower」(九龍嬢)                  | 秋元康    | 鈴木キサブロー | 佐々木裕   | 4:24  |
| 4.        | 「未来とは? off vocal」                |           |                |            |       |
| 5.        | 「GALAXY of DREAMS off vocal」         |           |                |            |       |
| 6.        | 「Mayflower off vocal」                |           |                |            |       |
| 合計時間: | 合計時間:                              | 合計時間: | 合計時間:      | 合計時間:  | 37:47 |

| #  | タイトル                                                                         | 作詞 | 作曲・編曲 | 監督           |
| -- | -------------------------------------------------------------------------------- | ---- | ---------- | -------------- |
| 1. | 「未来とは? Music Video」                                                        |      |            | 丸山健志       |
| 2. | 「未来とは? 〜2014.02.02 SKE党決起集会。「箱で推せ!」@ナゴヤドーム〜」           |      |            |                |
| 3. | 「GALAXY of DREAMS Music Video」                                                 |      |            | 二宮“NINO”大輔 |
| 4. | 「特典映像I 研究生 「松村の相方探し企画」〜研究生にニセ催眠術師が初ドッキリ!〜」 |      |            |                |

### TYPE-B
| #         | タイトル                                                                  | 作詞                          | 作曲           | 編曲      | 時間  |
| --------- | ------------------------------------------------------------------------- | ----------------------------- | -------------- | --------- | ----- |
| 1.        | 「未来とは?」                                                             | 秋元康                        | 山田巧         | 板垣祐介  | 5:00  |
| 2.        | 「猫の尻尾がピンと立ってるように…feat. Bose（スチャダラパー）」(Team S)   | 秋元康、M.KOSHIMA（ラップ詞） | 古城康行       | 森谷敏紀  | 5:40  |
| 3.        | 「Mayflower」(九龍嬢)                                                     | 秋元康                        | 鈴木キサブロー | 佐々木裕  | 4:24  |
| 4.        | 「未来とは? off vocal」                                                   |                               |                |           |       |
| 5.        | 「猫の尻尾がピンと立ってるように…feat. Bose（スチャダラパー） off vocal」 |                               |                |           |       |
| 6.        | 「Mayflower off vocal」                                                   |                               |                |           |       |
| 合計時間: | 合計時間:                                                                 | 合計時間:                     | 合計時間:      | 合計時間: | 44:26 |

| #  | タイトル                                                                     | 作詞 | 作曲・編曲 | 監督     |
| -- | ---------------------------------------------------------------------------- | ---- | ---------- | -------- |
| 1. | 「未来とは? Music Video」                                                    |      |            | 丸山健志 |
| 2. | 「未来とは? 〜2014.02.02 SKE党決起集会。「箱で推せ!」@ナゴヤドーム〜」       |      |            |          |
| 3. | 「猫の尻尾がピンと立ってるように…feat. Bose（スチャダラパー） Music Video」  |      |            | 園田俊郎 |
| 4. | 「特典映像II Team S 「初めての女子会」〜メンバーの本音をプロファイリング〜」 |      |            |          |

### TYPE-C
| #         | タイトル                    | 作詞      | 作曲           | 編曲      | 時間  |
| --------- | --------------------------- | --------- | -------------- | --------- | ----- |
| 1.        | 「未来とは?」               | 秋元康    | 山田巧         | 板垣祐介  | 5:00  |
| 2.        | 「S子と嘘発見器」(Team KII) | 秋元康    | 池澤聡         | 佐々木裕  | 3:20  |
| 3.        | 「Mayflower」(九龍嬢)       | 秋元康    | 鈴木キサブロー | 佐々木裕  | 4:24  |
| 4.        | 「未来とは? off vocal」     |           |                |           |       |
| 5.        | 「S子と嘘発見器 off vocal」 |           |                |           |       |
| 6.        | 「Mayflower off vocal」     |           |                |           |       |
| 合計時間: | 合計時間:                   | 合計時間: | 合計時間:      | 合計時間: | 37:26 |

| #  | タイトル                                                                                                | 作詞 | 作曲・編曲 | 監督     |
| -- | --- | ---- | ---------- | -------- |
| 1. | 「未来とは? Music Video」                                                                               |      |            | 丸山健志 |
| 2. | 「未来とは? 〜2014.02.02 SKE党決起集会。「箱で推せ!」@ナゴヤドーム〜」                                  |      |            |          |
| 3. | 「S子と嘘発見器 Music Video」                                                                           |      |            | 石井貴英 |
| 4. | 「特典映像III Team KII 「フリースタイルRAPバトル with ダースレイダー」〜KIIメンバーが初ラップに挑戦〜」 |      |            |          |

### TYPE-D
| #         | タイトル                     | 作詞      | 作曲           | 編曲      | 時間  |
| --------- | ---------------------------- | --------- | -------------- | --------- | ----- |
| 1.        | 「未来とは?」                | 秋元康    | 山田巧         | 板垣祐介  | 5:00  |
| 2.        | 「待ち合わせたい」(Team E)   | 秋元康    | 中川司         | 増田武史  | 4:34  |
| 3.        | 「Mayflower」(九龍嬢)        | 秋元康    | 鈴木キサブロー | 佐々木裕  | 4:24  |
| 4.        | 「未来とは? off vocal」      |           |                |           |       |
| 5.        | 「待ち合わせたい off vocal」 |           |                |           |       |
| 6.        | 「Mayflower off vocal」      |           |                |           |       |
| 合計時間: | 合計時間:                    | 合計時間: | 合計時間:      | 合計時間: | 41:11 |

| #  | タイトル                                                                       | 作詞 | 作曲・編曲 | 監督     |
| -- | ------------------------------------------------------------------------------ | ---- | ---------- | -------- |
| 1. | 「未来とは? Music Video」                                                      |      |            | 丸山健志 |
| 2. | 「未来とは? 〜2014.02.02 SKE党決起集会。「箱で推せ!」@ナゴヤドーム〜」         |      |            |          |
| 3. | 「待ち合わせたい Music Video」                                                 |      |            | 中村太洸 |
| 4. | 「特典映像IV Team E「メンバーの中にいるヘタレーゼを探せ!」〜初めての裏切り〜」 |      |            |          |

### 劇場盤
| #  | タイトル                     | 作詞       | 作曲       | 編曲           | 時間 |
| -- | ---------------------------- | ---------- | ---------- | -------------- | ---- |
| 1. | 「未来とは?」                | 秋元康     | 山田巧     | 板垣祐介       | 5:00 |
| 2. | 「僕らの絆」                 | 佐藤実絵子 | 佐藤実絵子 | 野中“まさ”雄一 | 4:50 |
| 3. | 「SKE48 14th Single Medley」 |            |            |                |      |
| 4. | 「未来とは? off vocal」      |            |            |                |      |
| 5. | 「僕らの絆 off vocal」       |            |            |                |      |

## 選抜メンバー
- 東李苑
- 石田安奈
- 梅本まどか
- 大場美奈
- 大矢真那
- 木﨑ゆりあ
- 北川綾巴
- 木本花音
- 柴田阿弥
- 須田亜香里
- 高柳明音
- 古川愛李
- 古畑奈和
- 松井珠理奈
- 松井玲奈
- 山田みずほ